# Diário da queda
Diário da Queda é um romance do escritor brasileiro Michel Laub, publicado em 2011 pela Companhia das Letras. A obra aborda temas como a memória, a identidade, a culpa, o Holocausto e a relação com o passado familiar, especialmente no contexto da experiência judaica.

## Sinopse
O livro narra a história de um narrador sem nome que, aos 30 anos, vive uma crise existencial, sentindo-se esvaziado de sentimentos e memória. Paralelamente, ele descobre que seu avô, um sobrevivente do Holocausto, está com Alzheimer e se torna cada vez mais dependente. A trama se desenvolve a partir da difícil relação entre neto e avô, pontuada por um segredo familiar que remonta à experiência do avô nos campos de concentração. O narrador se vê obrigado a confrontar a história traumática de sua família e o peso do passado, enquanto tenta reconstruir sua própria identidade e lidar com a culpa e o esquecimento.

## Recepção
"Diário da Queda" foi um sucesso de crítica e público no Brasil e internacionalmente, recebendo diversos prêmios e elogios. Foi considerado um dos livros mais importantes de Michel Laub e um marco na literatura brasileira contemporânea que aborda o Holocausto. A obra foi elogiada por sua sensibilidade, originalidade na abordagem de um tema tão delicado e pela maestria narrativa.

## Prêmios
- Finalista do Prêmio Jabuti (2012)
- Finalista do Prêmio São Paulo de Literatura (2012)
- Finalista do Prêmio Portugal Telecom de Literatura (2012).[4]